# Histoire des Juifs en Lorraine

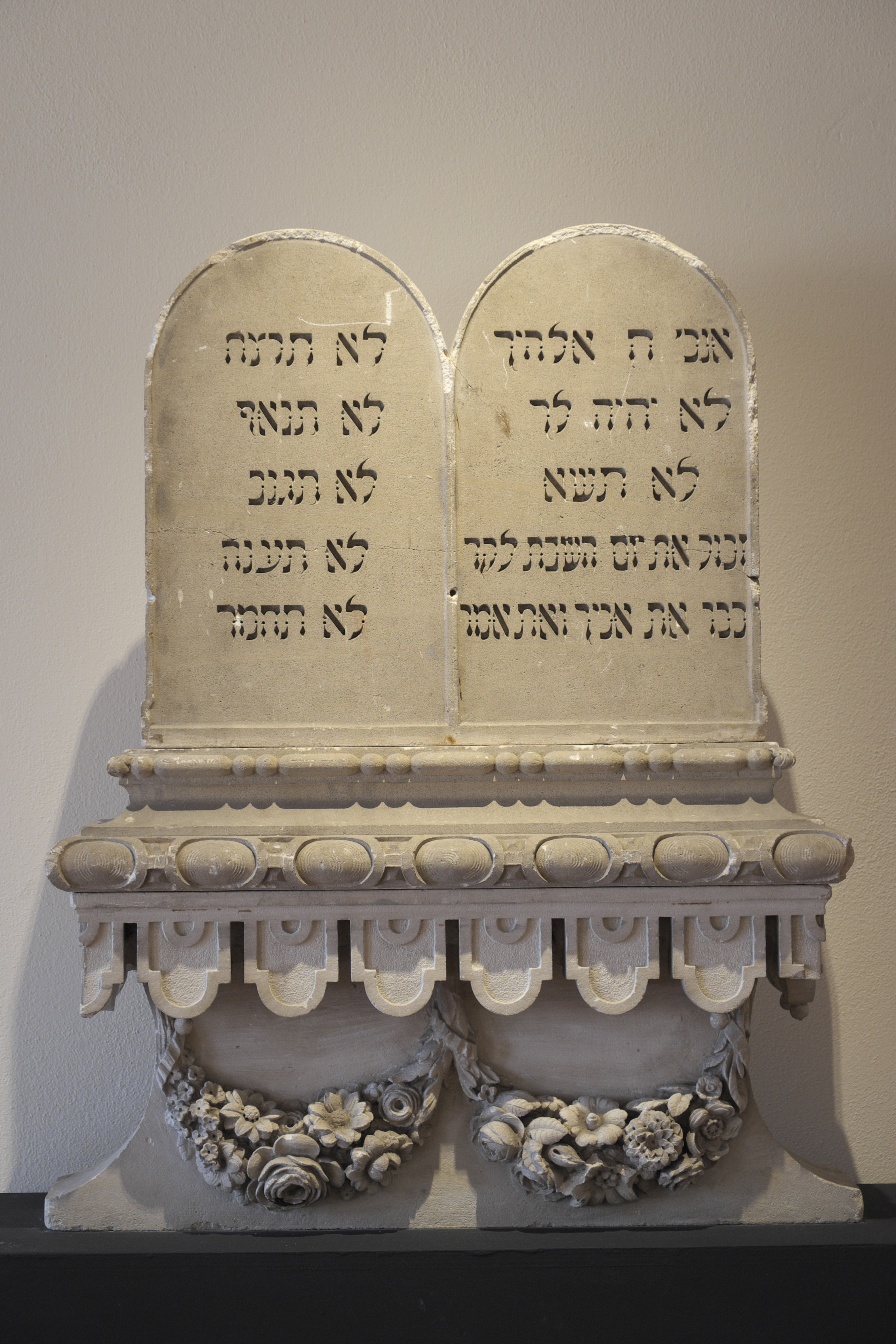
Tables de la Loi provenant de la synagogue de Fénétrange (vers 1865)

L’histoire des Juifs en Lorraine tient au caractère spécifique de la région qui fut longtemps terre d’Empire. Elle remonte peut-être à l'époque romaine, avec certitude au haut Moyen Âge : la présence de Juifs est attestée à Metz au IXe siècle. Vers 960 naît dans cette ville le rabbin Guershom ben Yehouda, dit le « luminaire de l’exil ». L’édit de 1394 ordonnant l’expulsion des Juifs du royaume de France n'y est pas applicable, puisque l' Évêché de Metz, comme le Duché de Lorraine, fait partie du Saint-Empire. Avec les Juifs comtadins, la communauté des Juifs lorrains, peut-être moins connue, moins illustre ou bénéficiant d’un patronage moins prestigieux, constitue le creuset, la matrice des communautés qui feront l’histoire des Juifs en France, quand la présence des Juifs sera tolérée, permise puis légale sur la terre française.

## Moyen Âge

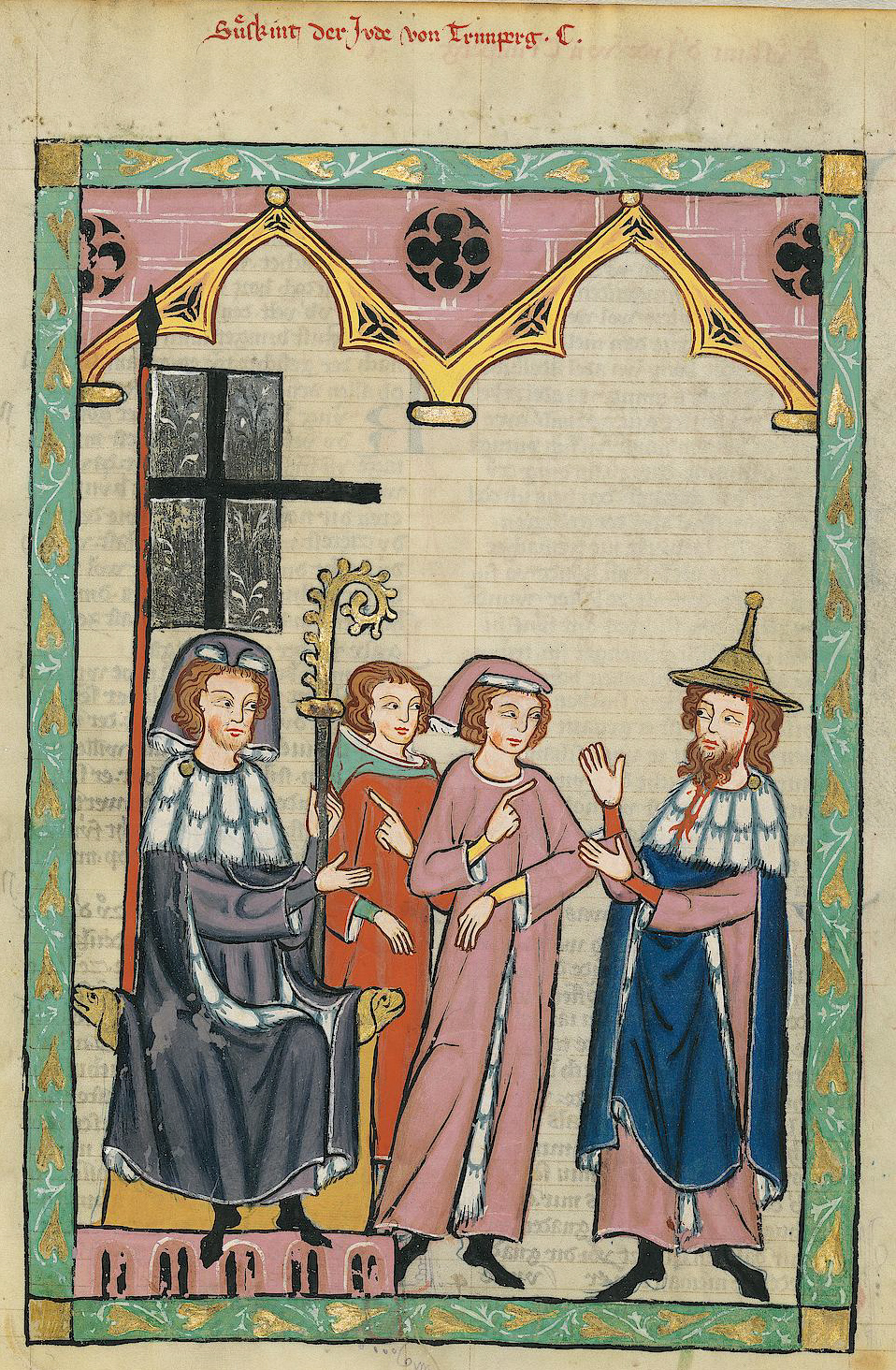
Le poète juif Suskind von Trimberg portant le judenhut, codex Manesse (v. 1305-1340).

Le IVe concile du Latran, en 1215, décide que les Juifs doivent porter sur eux une marque distinctive de leur différence : un chapeau particulier à bout pointu (judenhut) en Allemagne ou la rouelle en France.
Le Duché de Lorraine et les Trois-Évêchés sont vassaux du Saint-Empire. L’édit d’expulsion des Juifs du royaume de France ne s’applique pas à la Lorraine. On sait qu'une importante population a vécu au sein de l'évêché de Metz, probablement depuis l'époque romaine. Cependant, les Juifs disparurent de Metz à la fin du XIIe siècle ou au début du XIIIe siècle sans doute pour des raisons économiques. Ils sont probablement revenus à Metz car le 17 juillet 1365, les Juifs en sont expulsés à la suite de l'incendie par la foudre de vingt-et-une maisons de la rue des Juifs et en 1423 sont mentionnés dans un texte officiel les Juifs qui pratiquaient la banque à Metz.
En Lorraine ducale, une présence juive est attestée principalement à Nancy dès le XIIIe siècle et ce jusqu'au lendemain de la bataille de Nancy (1477), quand ils en furent expulsés comme souvent en Europe occidentale à cette époque.

## De l'annexion des Trois-Évêchés à la Révolution
En 1552, les Trois-Évêchés, Metz, Toul et Verdun sont envahis par le roi de France. Une période de transition s’ouvre avant l’annexion définitive en 1648. Au début du XVIe siècle, il semble y avoir très peu de Juifs en Lorraine. Une garnison française, forte de plusieurs milliers d'hommes est installée à Metz. Les autorités françaises permettent à des Juifs de s'établir en tant que banquiers à Metz. L’ordonnance de 1567 est très précise : seuls, quatre ménages sont autorisés, ils entendront chaque mois un sermon dans une église, le taux maximum de prêt est de 21 % et il leur faudra payer une redevance annuelle au profit des pauvres de la ville. Ce nombre augmentera peu à peu malgré l'opposition des notables locaux et en 1625, vingt-cinq ménages représentant 120 personnes élisent un conseil de six syndics dont trois rabbins. En 1637, la communauté se monte à 373 personnes dont les noms évoquent une provenance d’Allemagne (Hanau, Trèves, Francfort, etc.). Cette population juive est confinée dans le ghetto aux hautes maisons et aux ruelles étroites sans air.
Henri IV en 1605 puis Louis XIII en 1632 confirment les « privilèges » des Juifs en récompense des services rendus. La synagogue est construite en 1618.
En 1648, le traité de Westphalie fait définitivement passer les Trois-Évêchés dans le royaume de France mais l'édit d'expulsion de 1394 n'y est pas appliqué. Le 25 septembre 1657, Louis XIV, accompagné de son frère, est le premier souverain français à visiter une synagogue, celle de Metz lors de la fête de Souccot. Il y est reçu par le rabbin Moïse Narol. Les ordonnances publiées à cette occasion élèvent le nombre de Juifs à 96 ménages et diminuent les entraves à l'activité commerciale, ce à quoi le Parlement de Metz s'oppose.
Pendant la guerre de Trente Ans, des Juifs s'établissent en Lorraine ducale, à Boulay.

### Affaire Raphaël Levy

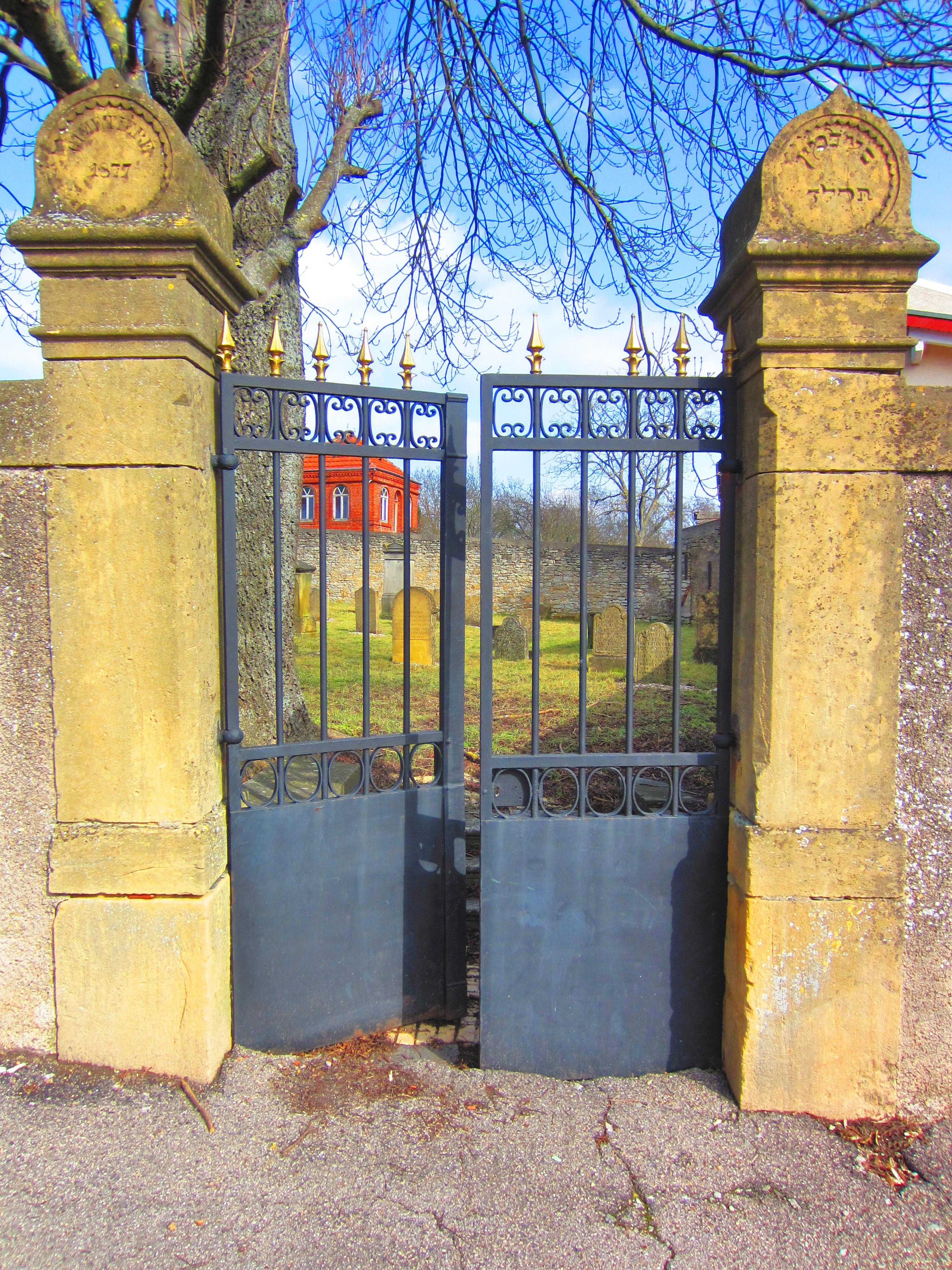
Cimetière israélite de Boulay-Moselle

Le mercredi 25 septembre 1669, Raphaël Levy, marchand de bestiaux de Boulay, se rend à Metz acheter un shofar (instrument de musique à vent). Ce même jour, Didier Lemoine, le fils de trois ans de Mangeotte Villemin, habitant Glatigny (Moselle), disparaît. Raphaël Levy est rapidement accusé d'avoir enlevé l'enfant. Lors de son procès à Metz, de nombreux témoins défilent. 
Si la plupart témoignent à charge, certains mettent en avant les incohérences des accusations. Le petit garçon était encore vivant à 15 heures alors que Levy avait déjà entamé le chemin de retour. La couleur de son cheval n'est pas celle décrite par les accusés. Rien n'y fait. Des villages alentour, des gens viennent dénoncer d'autres « crimes rituels », des « profanations d'hosties ». D'autres Juifs sont ainsi jetés en prison. Malgré les effroyables tortures auxquelles il est soumis, Raphaël Levy continue de proclamer son innocence et la fidélité à sa foi. Il est brûlé vif le 17 janvier 1670 à Glatigny. Puis le Parlement de Metz interdit aux Juifs de célébrer le culte hors la synagogue. Les syndics de la communauté saisissent le roi qui leur reproche la lenteur de leur réaction. Il intervient pour faire libérer les Juifs encore emprisonnés. Un arrêt du Conseil du roi aurait prescrit la réhabilitation de Raphaël Lévy. Édouard Drumont relatera avec maints détails cette affaire dans son ouvrage antisémite La France juive de 1886 où il écrit « La mort de cet homme fut véritablement superbe ».

### Taxe Brancas

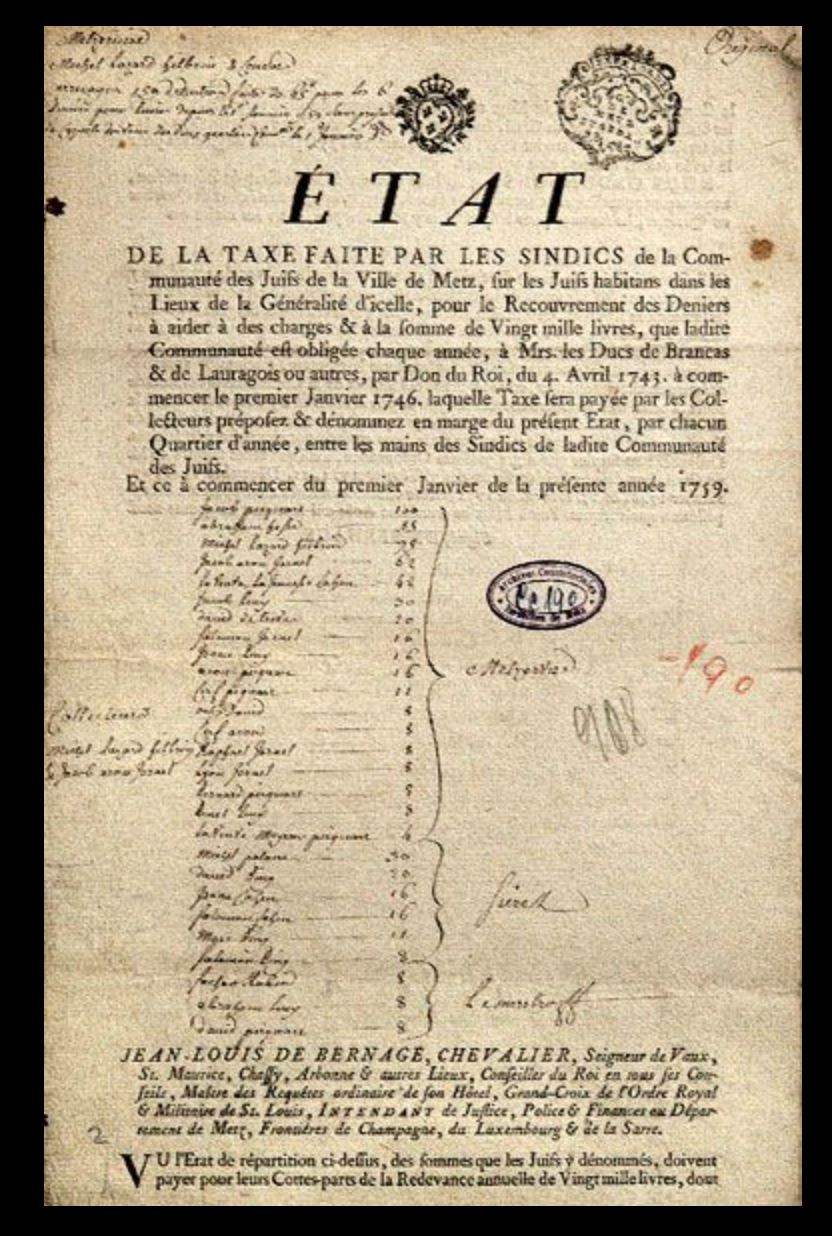
Exécutoire de la taxe Brancas (1759)

Afin d'être protégés par les autorités, les Juifs doivent s'engager à offrir d'importantes sommes d'argent (20 000 livres de rentes) au marquis de Brancas, gendre du président du Parlement et à la comtesse de Fontaine, fille du lieutenant du roi. Ces présents n'étaient pas directement remis aux détenteurs de l'autorité mais à leurs enfants afin de ne pas susciter des accusations de corruption par une démarche trop manifeste. Cet impôt paupérisa cette communauté qui dut fortement s'endetter et, pour une partie, quitter la ville et alentours,. Après le décès du président du Parlement et du lieutenant du roi, la communauté messine cessa ces versements - les véritables bénéficiaires dont elle attendait protection étant disparus. Les héritiers sollicitèrent alors de Louis XIV pour qu'il confirmât et pérennisât cette rente sous forme de taxe, mais se virent opposer un refus temporaire. La taxe Brancas fut ainsi versée de 1715 à 1791.   
Les calomnies ne cessant de viser la communauté juive de Metz, le roi Louis XIV de passage à Nancy ordonne de sévir contre les propagateurs de fausses nouvelles. La communauté continue de prospérer sous Louis XIV et atteint 400 ménages à la fin de son règne. Il faut dire que les Juifs rendent service à l'armée pour assurer la subsistance des troupes et Colbert estime que les Juifs « contribuent à la vie économique du pays ».
En 2014, 344 années après sa condamnation, Raphaël Levy est réhabilité par la commune de Glatigny. Depuis 1670 et jusqu'à cette date de réhabilitation de 2014, le village était déclaré gessaert (maudit) - tout Juif s'interdisant ainsi d'y passer la nuit. Une plaque y est aujourd'hui apposée, qui rend hommage au « martyr juif de Boulay » accusé d'un « crime rituel qu'il n'avait pas commis ».

### XVIIIesiècle

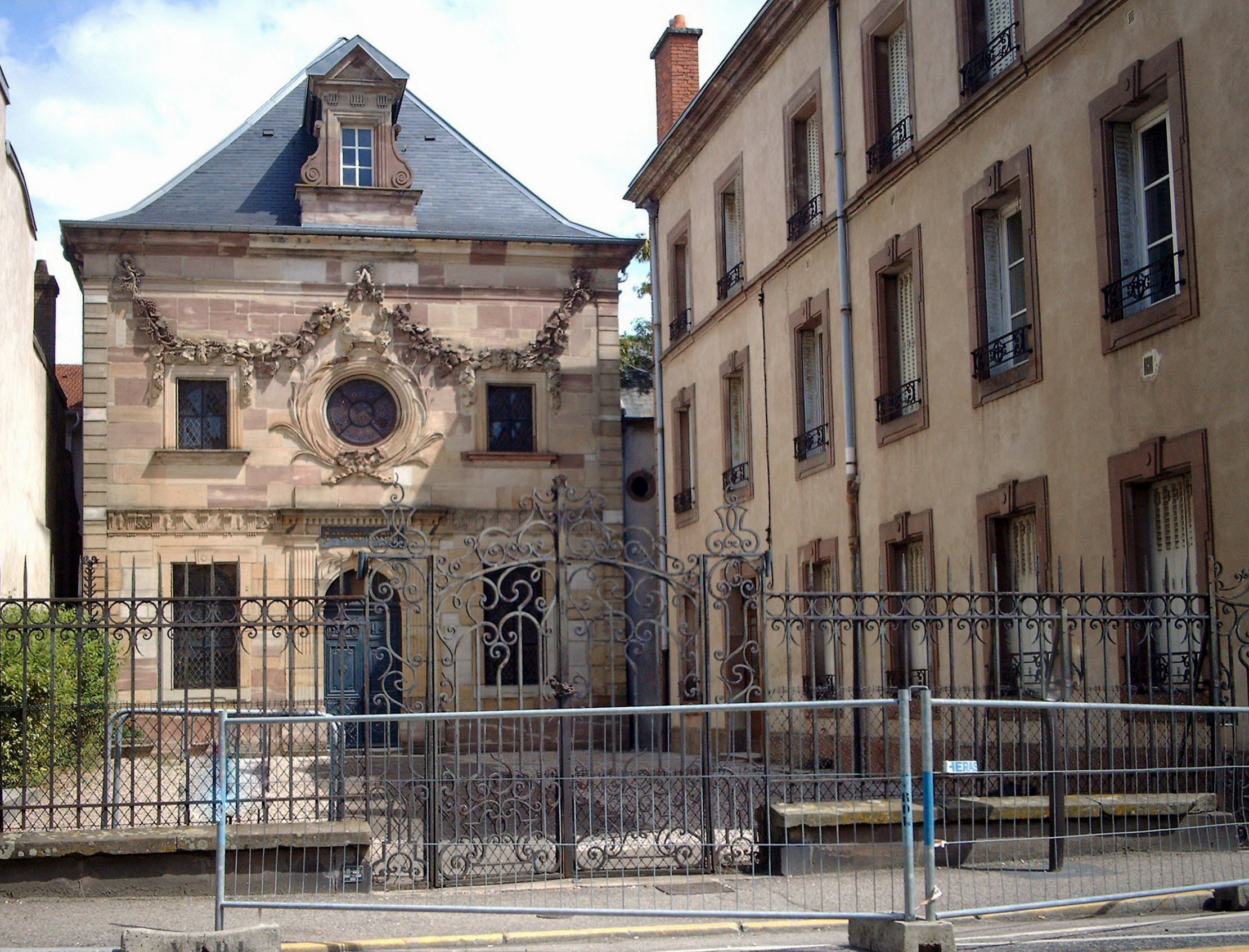
Synagogue de Lunéville (1786)

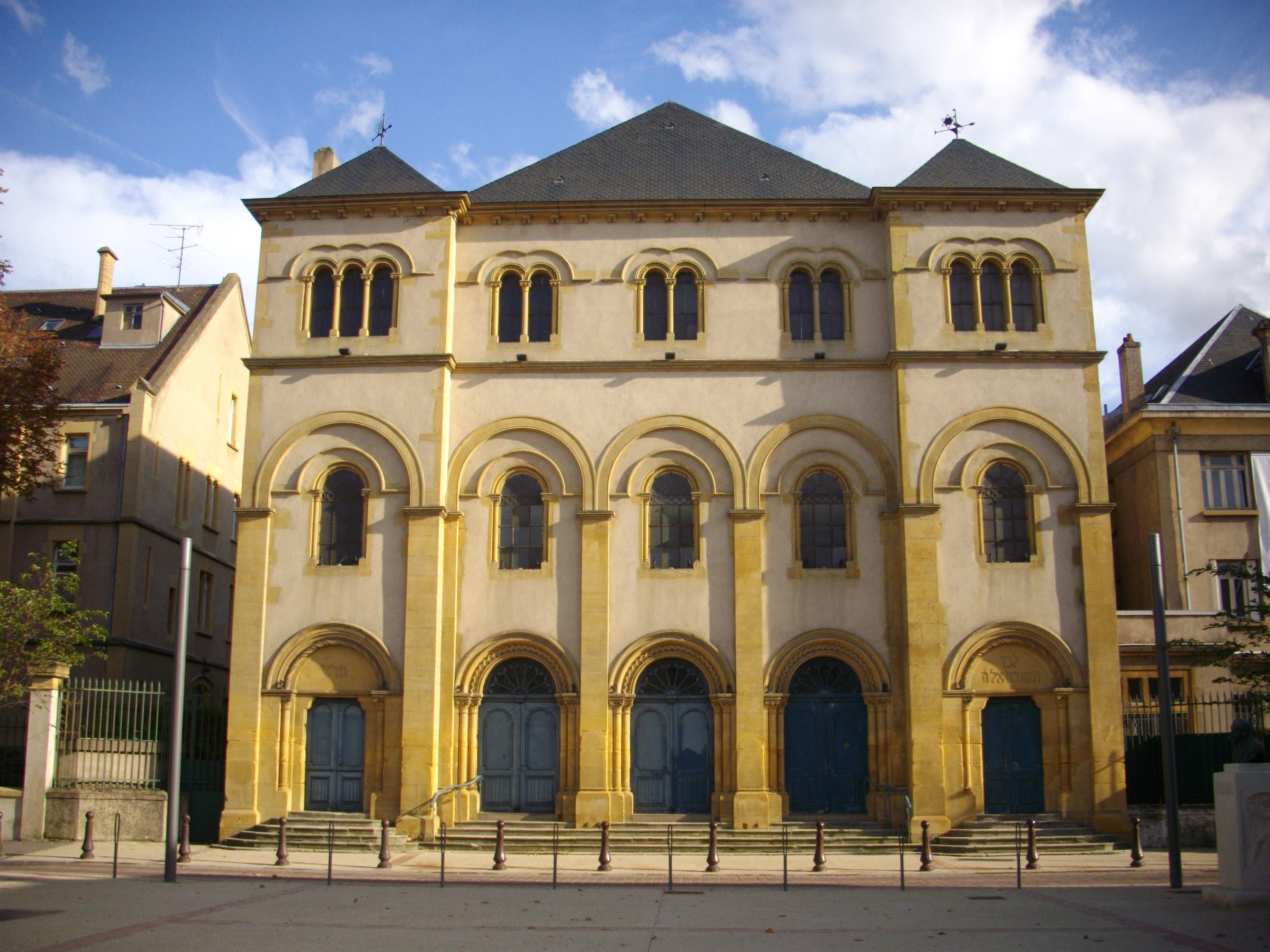
Synagogue de Metz (1850).

La communauté juive de Metz se développe au XVIIIe siècle, même si la vie y reste extrêmement règlementée et soumise à la bienveillance ou à l'arbitraire des pouvoirs locaux et royaux. Les mémoires de Glückel von Hameln (1645-1724), veuve d'un riche marchand d’Hamelin (Allemagne) et épouse d'un banquier messin, écrits en yiddish entre 1699 et 1718, témoignent d'un réseau commercial juif qui va de Prague et Vienne à l'est, à Amsterdam et Copenhague au nord. Ce sont environ quatre-cents ménages (2 000 personnes) qui y vivent à la veille de la Révolution. 
Les rôles de la taxe Brancas montrent aussi que des Juifs sont établis dans une trentaine de villages de l'évêché de Metz. Le duc de Brancas n'avait pu obtenir l'instauration de cette taxe quelques années plus tôt, durant le précédent règne. Sa proximité avec le régent Philippe d'Orléans lui permet, en date du 30 novembre 1715, d'en obtenir le bénéfice (3/4 pour lui-même et 1/4 pour la comtesse de Fontaine) à hauteur de 40 livres par famille juive de la communauté messine (environ 480 familles sont alors installées dans Metz et ses alentours). Dès 1718, cette taxe est forfaitairement fixée à 20 000 livres et déclarée transmissible aux héritiers du duc et de la comtesse, en échange d'une « protection » contre l'hostilité de la population, notamment des marchands. Cet impôt reconduit tous les trente ans, s'ajoutant à ceux déjà perçus (dont la lourde capitation), écrasa et paupérisa à l'extrême la communauté juive de Metz qui dut fortement s'endetter. Beaucoup de membres de la communauté s'exilèrent. Dans leurs cahiers de doléances, au printemps 1789, les juifs de Metz demandent que cette pension Brancas de 20 000 livres soit abolie. Elle fut abrogée durant la nuit du 4 août 1789 dans le cadre de l'abolition des privilèges. Cette abrogation fut définitivement confirmée, malgré les recours des bénéficiaires, le 20 juillet 1790 par le comité des domaines de l'assemblée constituante. En soixante-dix ans, elle avait coûté 1 500 000 livres à la communauté »,.

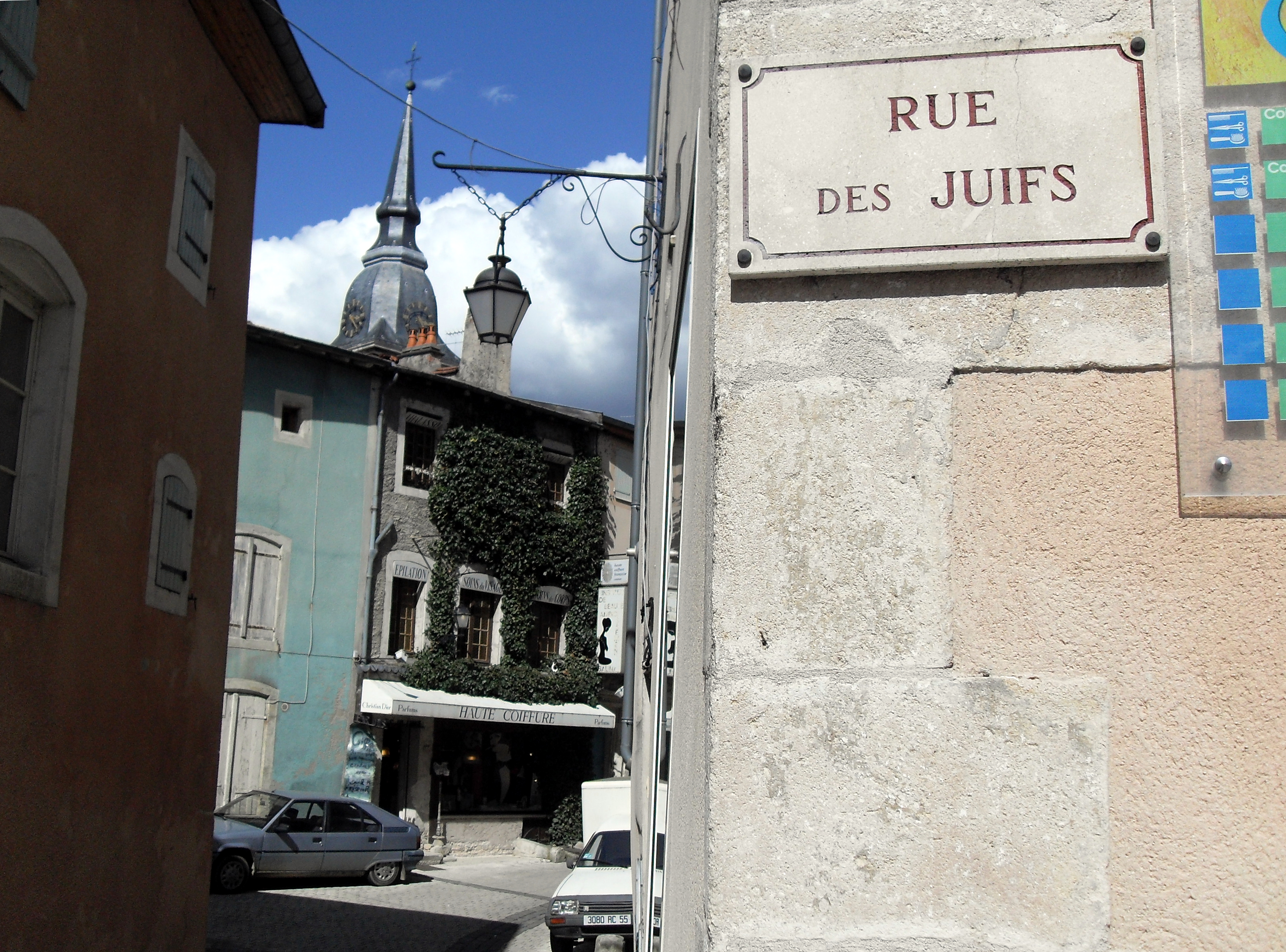
Rue des Juifs « à l'ombre du clocher de l'église » de Commercy.

En 1782, le comte de Provence et futur Louis XVIII visite la synagogue de Metz, où il reçoit la bénédiction du rabbin Lion Asser.
Ailleurs, en Lorraine ducale occupée par les troupes françaises jusqu'en 1697, les autorités royales favorisent aussi l'immigration juive. Mais en 1697, le traité de Ryswick oblige Louis XIV à rendre la Lorraine et le Barrois au duc Léopold Ier de Lorraine. Ce dernier fait appel à des banquiers juifs de Metz pour renflouer les finances de son duché et, en 1715, il nomme Samuel Lévy receveur général. La Chambre des comptes de Lorraine refuse de recevoir son serment à cause « de la haine implacable au nom chrétien et à tout le genre humain » des Juifs. Le duc qui avait été jusqu'à promettre aux Juifs liberté d'établissement à Nancy et le droit d'y construire une synagogue doit démettre Samuel Lévy dès l'année suivante sous la pression de la noblesse Lorraine appuyée par le gouvernement français. Après avoir de nouveau prêté au duc, il fait banqueroute et est jeté en prison avant d'être expulsé en 1721. Une réaction antijuive s'ensuit et, le 12 avril 1721, les Juifs non présents avant 1680 sont expulsés de Lorraine. Sont autorisés à rester soixante-treize ménages dans vingt-quatre localités, ce qui en fait officialise la communauté juive de Lorraine, qui a le droit de commercer librement et d'établir des synagogues. En 1733, c'est 180 ménages qui sont autorisés à résider en Lorraine.

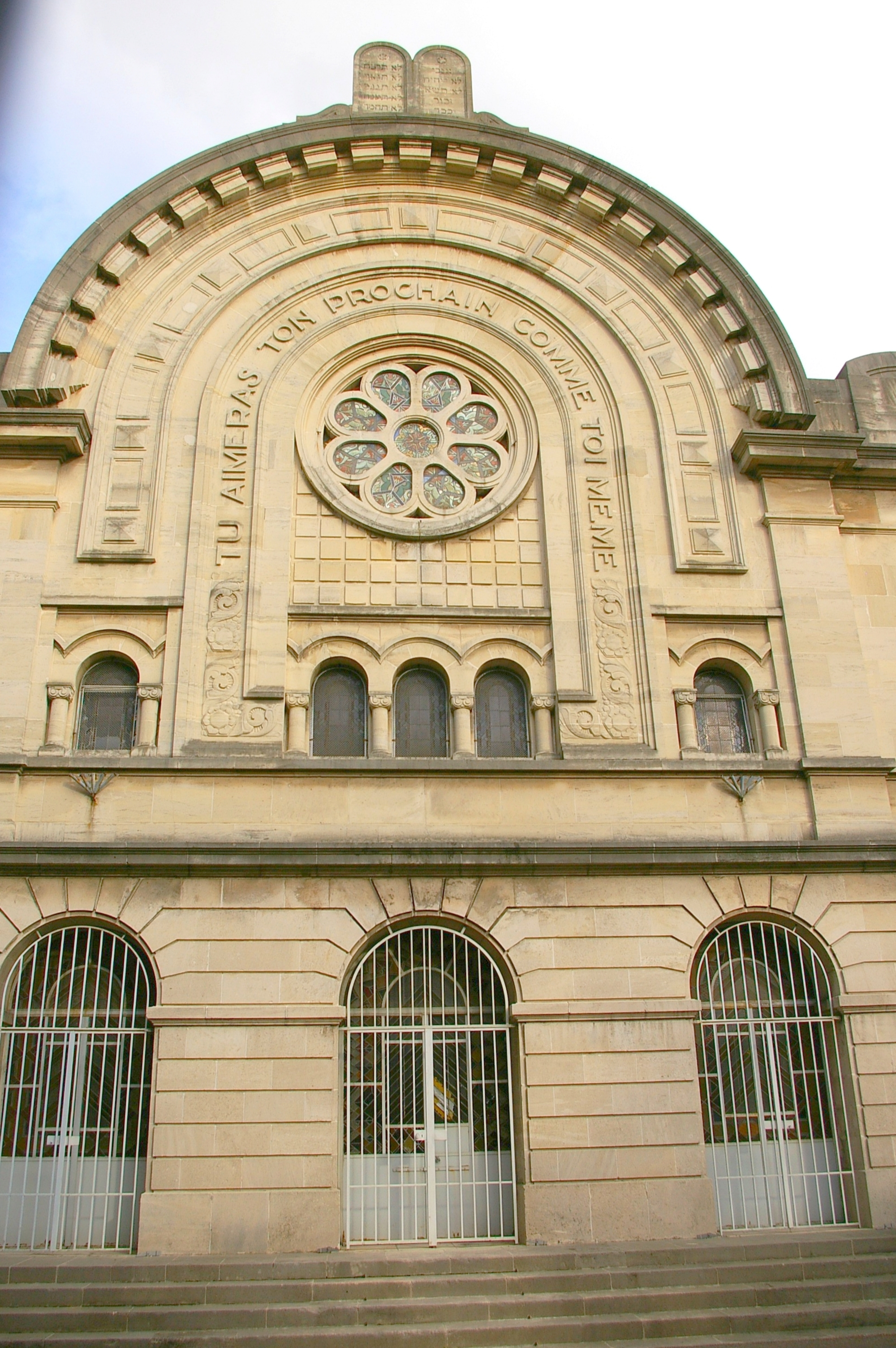
Synagogue de Nancy (1788 - façade datant de 1935)

Sous Stanislas Leszczynski, à partir de 1736-1737, la situation des Juifs continue à s'améliorer. Si c'est toujours 180 ménages qui sont autorisés, la définition de « ménage » devient extensive en parlant du chef et de tous les descendants de mâles demeurant dans une seule et même maison. Le protectorat du roi Stanislas sur la communauté juive sera déterminante et aboutira à la construction de la synagogue de Lunéville ainsi que de celle de Nancy. Les Juifs de Lorraine deviennent sujets du roi de France lors de l'annexion de la Lorraine en 1766 à la mort de Stanisław Leszczyński. On peut estimer à cinq-cents le nombre de familles juives établies en Lorraine en 1789.
Le parlement de Metz accorde autorisation en 1764 à Moïse May pour éditer des ouvrages en hébreu et en yiddish, dans l'entreprise de l'imprimeur agréé (non juif) Joseph Antoine, et donc sous sa responsabilité. Un réseau de libraires et de colporteurs diffuse la production dans les communautés de la France du nord-est.  
Les Juifs sont administrés par les rabbins pour tout ce qui relève de la religion et par des syndics pour la police, l'administration et la levée de l'impôt. Le prestige des grands-rabbins de Metz est considérable dans le monde ashkénaze et leur choix est soumis à l'approbation du roi, qui jamais ne la refuse. L'enseignement des enfants est obligatoire depuis 1689, toute la journée pour les enfants de moins de quatorze ans, une heure par jour au moins entre quatorze et dix-huit ans. Quant à l'école talmudique ou yechiva, elle est aussi très renommée. C'est dans cette école, que sont formés les rabbins français jusqu'au Second Empire et son transfert à Paris.
Sauf à Metz qui a sa propre synagogue, les offices religieux ont le plus souvent lieu chez des particuliers. Mais vers la fin du XVIIIe siècle, on construit les synagogues de Phalsbourg, de Lunéville et de Nancy, ces deux dernières étant toujours dédiées au culte.
Les syndics sont élus par les contribuables de la communauté par un suffrage à trois degrés. Ils sont chargés de l'impôt qu'ils versent au pouvoir. Mais ils doivent aussi assurer les dépenses de la communauté et notamment les frais de procès et les « cadeaux » pour les visites royales ou princières, les étrennes, etc. L'impôt est perçu au prorata de la fortune des contribuables. Il existe aussi des taxes sur la viande ou sur les dots. Mais cela ne suffit pas et, en 1789, la dette de la communauté est telle qu'elle en assumera le remboursement jusqu'en 1854,.
Signe des temps, en 1785, l’Académie des arts et sciences de Metz met au concours la question « Est-il un moyen de rendre les juifs plus utiles et plus heureux en France? » L’abbé Grégoire, curé d'Emberménil, est l'un des lauréats et sera l'un des promoteurs de l'octroi de la citoyenneté aux Juifs à l'Assemblée constituante. Entre-temps, en 1787, l'édit de tolérance de Louis XVI, publié sous l'influence de Malesherbes, accorde l'état-civil aux non-catholiques de France. Mais plusieurs parlements, à l'exemple de  celui de Metz, y ajoutent une clause qui exclut les Juifs.

## Depuis la Révolution

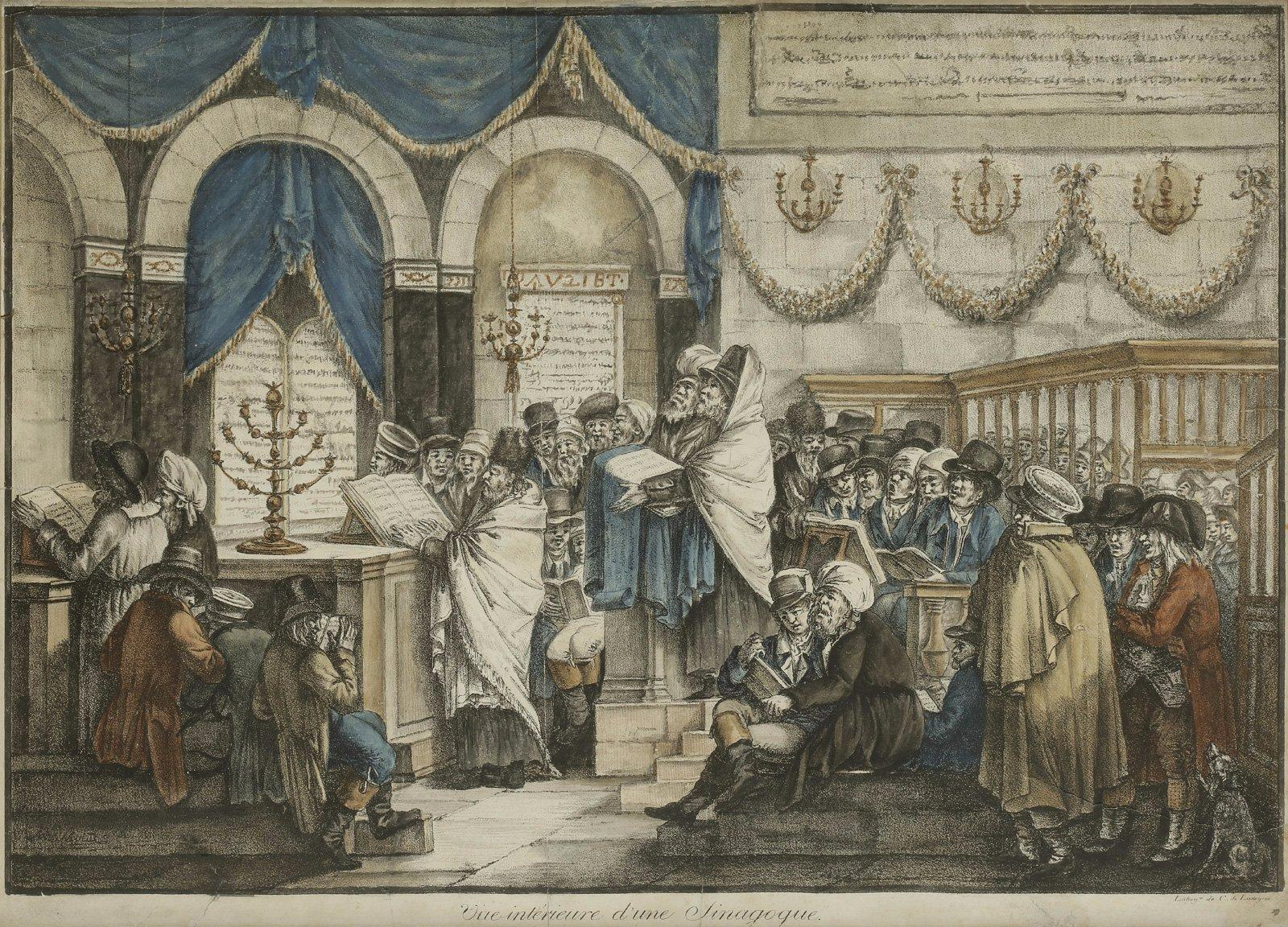
Des juifs en prière à l'intérieur d'une synagogue (probablement celle de Nancy), lithographie en couleur, vers 1816

À partir de la Révolution, les Juifs de Lorraine vivent le sort de Juifs de France, à l'exception de ceux de Moselle annexée à l'Allemagne de 1871 à 1918 et pour qui le retour de la Lorraine annexée à la France, après la Première Guerre mondiale ne change pas le statut du culte israélite, la loi de séparation des Églises et de l'État n'étant pas applicable aux départements recouvrés. .
Les communautés rurales, nombreuses en Lorraine, diminuent dès le XIXe siècle et la Shoah leur porte un coup fatal. Avant la guerre, environ 8 600 Israélites vivent en Moselle. 350 Juifs de Nancy échappent à une rafle allemande grâce au courage de quelques officiers de police qui les préviennent avant le lancement de l'opération.

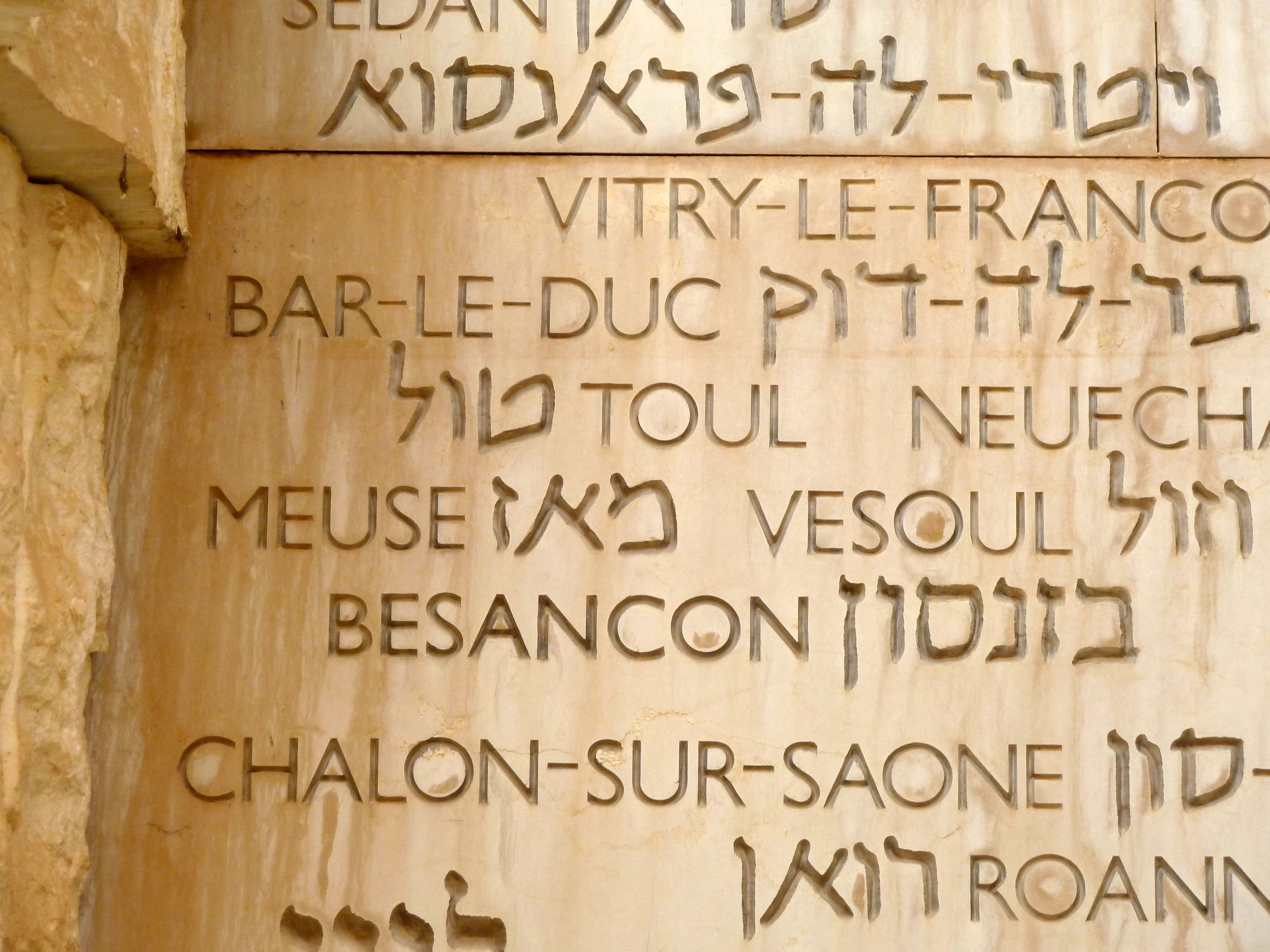
Noms en français et en hébreu des communautés juives notamment de Lorraine décimées lors de la Shoah, « Vallée des Communautés », mémorial de Yad Vashem.